# Hôtel de la Chanterie
 (juillet 2016).
Si vous disposez d'ouvrages ou d'articles de référence ou si vous connaissez des sites web de qualité traitant du thème abordé ici, merci de compléter l'article en donnant les références utiles à sa vérifiabilité et en les liant à la section « Notes et références ».
L’hôtel de la Chanterie ou Chantrerie tient son nom de la présence du Grand Chantre qui s'occupait des offices et de la chorale qui a probablement habité cette maison. Ce bâtiment est construit à la fin du XIIe siècle, début XIIIe siècle, et fait partie des monuments les plus anciens du centre médiéval de Montferrand sur la commune de Clermont-Ferrand, dans le département français du Puy de Dôme.
Cet édifice est en partie classé au titre des monuments historiques depuis 1922, la protection concerne la façade nord et la cheminée, et il a été inscrit en totalité depuis 2022.
La maison se situe au cœur du secteur sauvegardé de Montferrand, au 2 rue Montorcier, à côté de l’église Notre-Dame de la Prospérité.

## Architecture
Construite en pierre de Volvic, la maison s’élève sur deux niveaux. La façade présente au premier étage des ouvertures en plein cintre de style roman, et au deuxième étage des ouvertures en arc brisé, de style gothique, surmontées d’un tympan soutenu par une colonnette décorée d’un chapiteau.

## Histoire

Façade nord restaurée. Restitution des baies géminées gothiques

Peu d'éléments sur son passé ont été retrouvés. Une étude réalisée par l’architecte du patrimoine complétée par une étude archéologique ainsi qu'une recherche sur les décors peints ont permis d’établir une chronologie  relative de son histoire.
L’observation des modénatures et du mode constructif, l’utilisation de la pierre de Volvic permettent de déterminer sa date de construction qui remonterait à la fin du XIIe, début XIIIe siècle. 
Les arcades romanes du premier niveau étaient probablement des échoppes et laissent supposer que cette maison est l’œuvre d'un riche négociant qui souhaitait une maison à l’image d’un palais italien.
Au XVe siècle, est construite une cheminée ornée d'un blason représentant soit un poirier, un arbousier ou peut-être un arbre de vie dont on ignore à quelle famille ou confrérie il appartient.
A partir du XVIe siècle, la maison a subi d'importants remaniements liés aux changements d’affectation de la maison. Ainsi, des fenêtres à meneau ont été ajoutées aux arcades romanes protégées par de lourdes grilles qui témoignent que la maison fut un temps une prison.
D'importants changements réalisés au XVIIe siècle ont créé une séparation de style, mais aussi structurelle, entre la façade et le reste du monument.
Voici une liste non exhaustive :
- Construction de murs modifiant  la distribution des  pièces ;
- Construction de l'escalier à vis dans 2 des  baies romanes et gothiques  condamnant leur ouverture
- Abaissement du niveau des planchers

Aux XVIIIe et XIXe siècles des ouvertures de portes et fenêtres viennent se greffer, dévoilant une façade faite d'une juxtaposition de styles et d'arrachements.

## Aujourd'hui

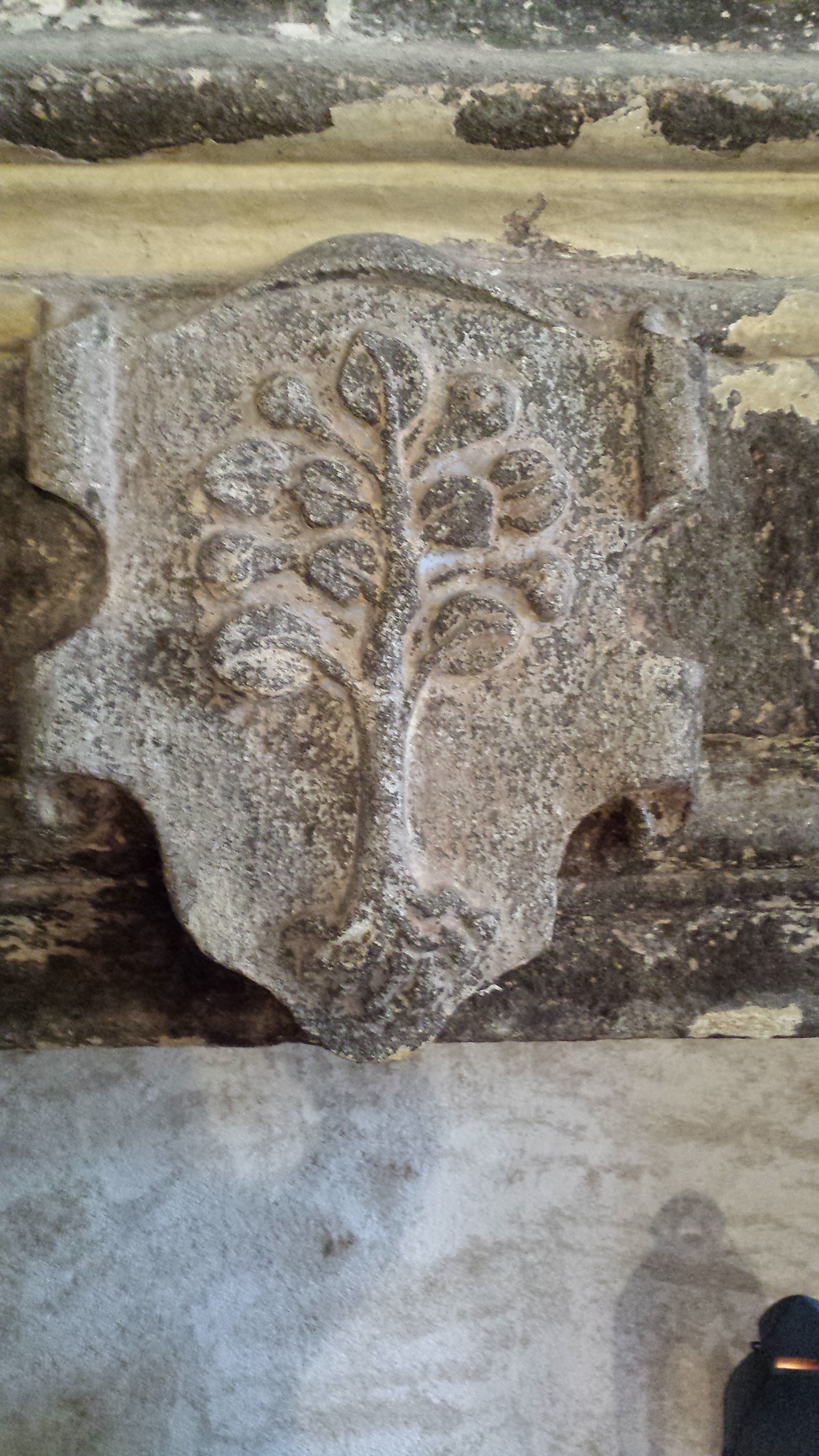
Blason de la cheminée du XVe siècle

Depuis 2012, cette maison appartient à l'association « Le Conservatoire de la Chanterie » qui en a fait un lieu consacré aux métiers du patrimoine bâti.
Créé par des professionnels de la restauration, le Conservatoire de la Chanterie est à la fois un organisme de formation et une vitrine des savoir-faire destinés à la conservation et à la transmission des savoir-faire liés au bâti ancien.  
Aujourd'hui, cette maison est également un lieu de rencontres autour du patrimoine,  lieu de conférences, d'expositions, et d'événements tels que la journée de la pierre, le printemps de la pierre sèche, les journées du patrimoine. 
En 2016, ce monument a commencé à être rénové par une entreprise de maçonnerie spécialisée dans la restauration et l'entretien des monuments historiques et du patrimoine bâti. Lors de sa restauration, la pierre de Volvic fut à nouveau utilisée.
Les travaux de restauration de la façade nord ont permis le nettoyage de la façade, le dégagement  des baies gothiques et  la reconstitution des baies géminées qui ont été  inaugurées le 27 mai 2016.
Le parti de restauration a fait l'objet d'un travail de réflexion entre le propriétaire l'association Conservatoire de la Chanterie, l'architecte du patrimoine et les services de la Auvergne-Rhone-Alpes Drac. Les investigations techniques et archéologiques ont montré que la façade est posée tel un décor n'entretenant plus de lien historique avec l’intérieur de la maison. Au fil du temps et des modifications et des remaniements, la façade et la maison sont devenues structurellement autonomes l'une de l'autre. Compte tenu de l’impossibilité de restituer une structure et une décoration intérieure en corrélation avec cette façade, il est apparu plus cohérent et plus évident de renforcer le caractère de mur-décor de cette façade, en lui restituant d’une part son intégrité dimensionnelle, d’autre part la lisibilité de ses modénatures médiévales.
Il a donc été convenu de revenir à l'état médiéval pour redonner à la façade une lecture cohérente et harmonieuse en restituant et restaurant les baies ogivales.
A ce jour,[Quand ?], ce monument est en cours de rénovation.